# 窄帶雙蝶魚
窄帶雙鰈魚，為輻鰭魚綱鱸形目蝴蝶魚科的其中一種。

## 分布
本魚分布於東南太平洋區，包括復活節島、智利等海域。

## 深度
水深10至150公尺。

## 特徵
本魚體側扁，吻短，體色為銀色，背部略呈淡黃色。全身具有5條垂直的黑色條紋，和寬帶雙鰈魚(A.howensis)相似，但條紋本魚較窄，第一條通過眼睛；第二條自背鰭第一棘起經胸鰭基底至腹鰭前；第三條背鰭第六棘延伸至腹鰭；第四條起自背鰭軟條部延伸至臀鰭軟條部；第五條在尾柄上。背鰭硬棘12至13枚、背鰭軟條21至23枚；臀鰭硬棘3枚、臀鰭軟條16至17枚。體長可達11公分。

## 生態
本魚棲息珊瑚礁區，屬肉食性，以無脊椎動物為食，通常成對出現。

## 經濟利用
為觀賞性魚類，不供食用。